# Eurorégió
Az eurorégió a határon átnyúló együttműködés egyik formája Európában, amely két vagy több, különböző európai országban található térség között jön létre. Ezt a típusú együttműködést az Európa Tanács ösztönzi.
Az eurorégiók többnyire nem feleltethetők meg egy adott közigazgatási egységnek, politikai hatalommal nem rendelkeznek, és munkájuk az együttműködő helyi önkormányzatok feladat- és hatáskörére korlátozódik.
Az eurorégiók lehetőséget adnak a helyi önkormányzatok, a kis- és középvállalkozások, helyi gazdasági szervezetek közötti kapcsolatteremtésre, kommunikációra. Ezek az együttműködések a különböző nemzetek közötti különbségek áthidalását is elősegíthetik, hozzájárulva ezzel az adott térség stabilitásához.

## Magyar részvétellel működő eurorégiók
A magyar részvétellel működő eurorégiók az alábbiak:
- Zemplén Eurorégió
- Kárpátok Eurorégió
- Kassa–Miskolc Eurorégió
- Sajó–Rima Eurorégió
- Neogradiensis Eurorégió
- Ipoly Eurorégió
- Vág–Duna–Ipoly Eurorégió
- Ister–Granum Eurorégió
- Duna–Körös–Maros–Tisza Eurorégió
- Eurorégio West/Nyugat-Pannonia
- Duna–Dráva–Száva Euroregionális Együttműködés
- Hármas Duna-vidék Eurorégió
- Dráva–Mura Eurorégió
- Hajdú-Bihar – Bihor Eurorégió
- Duna Eurorégió

### Külső hivatkozások
- Határon átnyúló együttműködések, eurorégiók[halott link], Külügyminisztérium
- Euroregions, Council of Europe (angol, francia)